# The Hairy Ape
The Hairy Ape é um filme norte-americano de 1944 dirigido por Alfred Santell e escrito por Robert Hardy Andrews e Decla Dunning. O filme teve a participação de William Bendix, Susan Hayward, John Loder, Dorothy Comingore, Romano Bohnen, Tom Fadden e Alan Napier. O filme foi lançado em 2 de julho de 1944, pela United Artists.

## Enredo
Em Lisboa, Hugo Smith (William Bendix) é um homem corpulento, mas é muito sensível. Assim, quando a bela socialite Mildred Douglas (Susan Hayward) insulta-o com a calúnia "macaco peludo," as suas palavras são um corte profundo. Primeiro, o estúpido Smith quer vingar-se do insulto, mas depois de pensar sobre isso, fica mais confuso do que qualquer outra coisa. Após seu navio atracar, ele parte para a cidade para encontrar a mulher rica e descobrir o significado por trás de suas palavras duras.

## Elenco
- William Bendix como Hank Smith
- Susan Hayward como Mildred Douglas
- John Loder como Tony Lazar
- Dorothy Comingore como Helen Parker
- Romano Bohnen como Paddy
- Tom Fadden como Long
- Alan Napier como MacDougald
- Charles Cane como pórtico
- Charles de La Torre como proprietário português